# Gallaix
Pour les articles ayant des titres homophones, voir Galet (homonymie), Gallet, Gallait, Galey (homonymie) et Galley.
Gallaix est une section de la ville belge de Leuze-en-Hainaut située en Région wallonne dans la province de Hainaut. C'était une commune à part entière avant la fusion des communes de 1977.

## Évolution démographique
- Sources : INS, Rem. : 1831 jusqu'en 1970 = recensements, 1976 = nombre d'habitants au 31 décembre.